# 诸犍
诸犍是中国神话里的一个妖怪，样子像豹但尾巴长，人的头但牛的耳朵，一只眼睛。记载在《山海经·北山经》：“有首焉，其状如豹而长尾，人首而牛耳，一目，名曰诸犍。”

## 相關
- 中國妖怪列表